# Capão do Leão
Capão do Leão este un oraș în Rio Grande do Sul (RS), Brazilia.